# ماتاهی
ماتاهی (به لاتین: Matahi) یک منطقهٔ مسکونی در نیوزیلند است که در Bay of Plenty Region واقع شده‌است.